# 카밀로 벤소 카보우르 백작

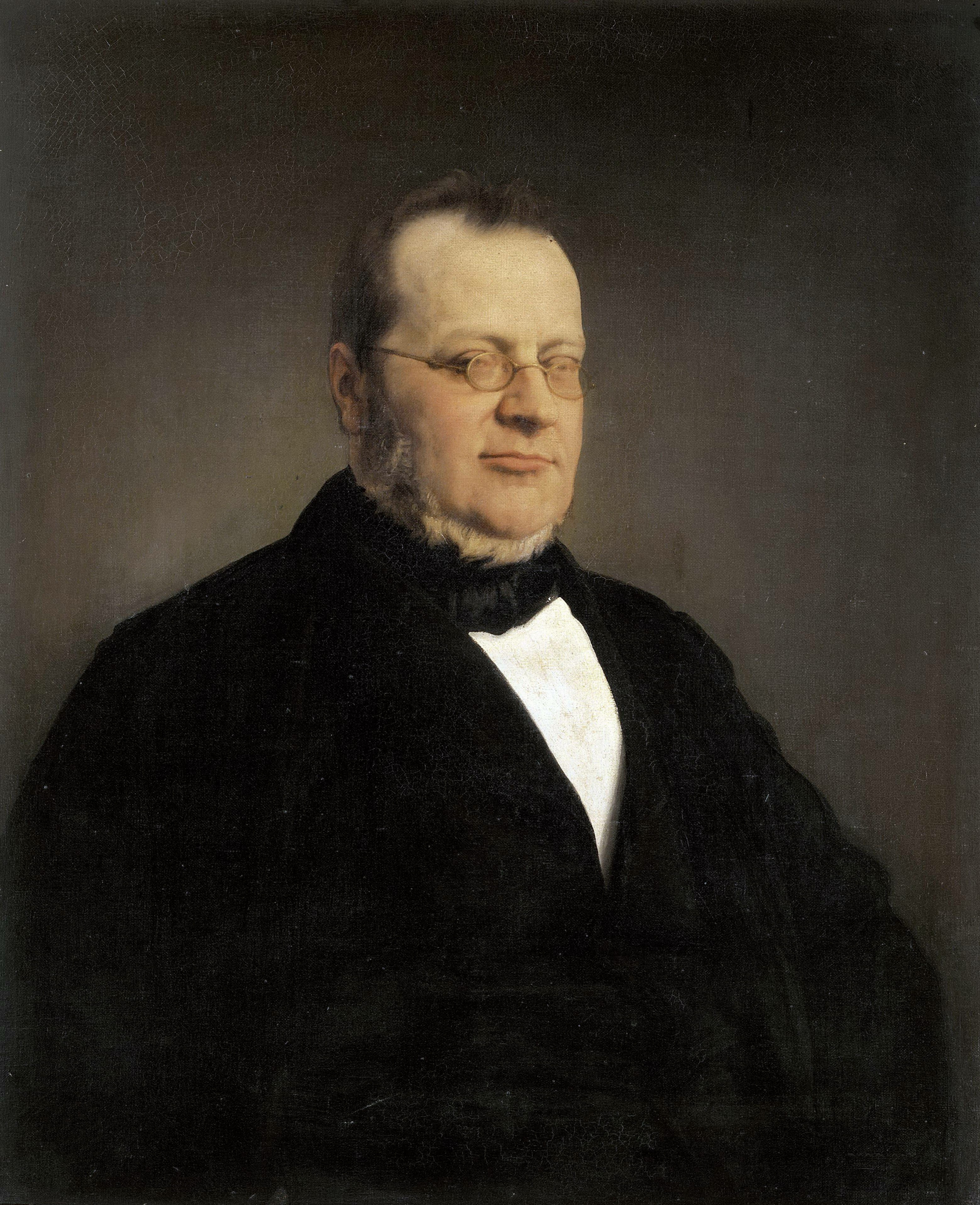
카보우르

카밀로 벤소 카보우르 백작(이탈리아어: Camillo Benso Conte di Cavour 카밀로 벤소 콘테 디 카보우르[*], 1810년 8월 10일 ~ 1861년 6월 6일)는 이탈리아의 정치인이다. 토리노에서 태어났으며 토리노 사관학교를 졸업하였다. 1847년에 《국가 재흥》 지를 발간하여 사보이아가를 중심으로 하는 이탈리아의 통일을 제창하였다. 그 후 사르데냐 왕국 의원을 거쳐 우익당의 당수, 농무상, 재무상 등을 지냈다. 1859년에 프랑스 군의 원조를 얻어 오스트리아 군을 무찌르고 이탈리아 중부와 북부를 점령했다. 1861년에 가리발디를 원조하였고, 그 해 비토리오 에마누엘레 2세를 즉위시켜 이탈리아 왕국의 건설을 완성시켰다. 주세페 가리발디, 주세페 마치니와 함께 이탈리아 통일의 3걸이라고 불린다.

## 같이 보기
- 이탈리아의 역사

## 참고 자료
- 이 문서에는 다음커뮤니케이션(현 카카오)에서 GFDL 또는 CC-SA 라이선스로 배포한 글로벌 세계대백과사전의 내용을 기초로 작성된 글이 포함되어 있습니다.
- 카밀로 벤소 카보우르 백작 - 브리태니커 백과사전 (다음백과 미러)
- 카밀로 벤소 카보우르 백작 - 두산세계대백과사전